# Långtjärnarna (Ytterhogdals socken, Hälsingland, 690464-146318)
Långtjärnarna är en sjö i Härjedalens kommun i Hälsingland och ingår i Ljungans huvudavrinningsområde. Sjön har en area på 0,0831 kvadratkilometer och ligger 286,1 meter över havet.

## Delavrinningsområde
Långtjärnarna ingår i det delavrinningsområde (691217-146339) som SMHI kallar för Utloppet av Havern. Medelhöjden är 289 meter över havet och ytan är 106,57 kvadratkilometer. Räknas de 482 avrinningsområdena uppströms in blir den ackumulerade arean 4 638,89 kvadratkilometer. Avrinningsområdets utflöde Ljungan mynnar i havet. Avrinningsområdet består mestadels av skog (63 procent). Avrinningsområdet har 29,59 kvadratkilometer vattenytor vilket ger det en sjöprocent på 27,7 procent.